# Богушівка (притока Утки)
Богуші́вка — річка в Україні, в межах Шепетівського району Хмельницької області. Права притока Утки (басейн Дніпра).

## Опис
Довжина 16 км. Площа водозбірного басейну 66,2 км². Річкова долина широка і неглибока, є заболочені ділянки. Споруджено кілька ставків. 
Річка розташована майже повністю серед лісового масиву, що на північ від міста Шепетівки і на схід від міста Славути.

## Розташування
Богушівка бере початок на північ від села Климентовичі. Тече переважно на захід. Впадає до Утки на схід від північно-східної околиці міста Славути. 
Над річкою розташоване село Романіни.
У деяких джерелах зазначена як права притока Горині